# Nidularium lymanioides
Nidularium lymanioides är en gräsväxtart som beskrevs av Edmundo Pereira och Elton Martinez Carvalho Leme. Nidularium lymanioides ingår i släktet Nidularium och familjen Bromeliaceae. Inga underarter finns listade i Catalogue of Life.